# Ardakan
Ardakan (perski: اردكان) – miasto w środkowym Iranie, w ostanie Jazd. W 2006 roku miasto liczyło 51 349 mieszkańców w 13 730 rodzinach. Urodził się tu irański prezydent Mohammad Chatami.